# Japón en los Juegos Olímpicos de Atlanta 1996
Japón estuvo representado en los Juegos Olímpicos de Atlanta 1996 por un total de 307 deportistas que compitieron en 27 deportes.  
La portadora de la bandera en la ceremonia de apertura fue la yudoca Ryoko Tamura.

## Medallistas
El equipo olímpico japonés obtuvo las siguientes medallas:
| Nombre | Deporte               | Competición           |
| --- | --------------------- | --------------------- |
| Oro |                       |                       |
| Tadahiro Nomura | Judo                  | –60 kg M              |
| Kenzo Nakamura | Judo                  | –71 kg M              |
| Yuko Emoto | Judo                  | –61 kg F              |
| Plata |                       |                       |
| Equipo | Béisbol               | Torneo M              |
| Yukimasa Nakamura | Judo                  | –65 kg M              |
| Toshihiko Koga | Judo                  | –78 kg M              |
| Ryoko Tani | Judo                  | –48 kg F              |
| Yoko Tanabe | Judo                  | –72 kg F              |
| Alicia Kinoshita Yumiko Shige | Vela                  | 470 F                 |
| Bronce |                       |                       |
| Yuko Arimori | Atletismo             | Maratón F             |
| Takanobu Jumonji | Ciclismo en pista     | 1000 m contrarreloj M |
| Noriko Narazaki | Judo                  | –52 kg F              |
| Takuya Ota | Lucha libre           | 74 kg M               |
| Junko Tanaka Miya Tachibana Kaori Takahashi Miho Takeda Miho Kawabe Akiko Kawase Riho Nakajima Raika Fujii Mayuko Fujiki Rei Jimbo | Natación sincronizada | Equipo F              |